# Ignacio Sanabria
Ignacio Jorge Sanabria (San Salvador de Jujuy, Jujuy, 29 de diciembre de 1989) es un futbolista argentino. Juega de defensor y su equipo actual es Gimnasia y Tiro de Salta. 

## Trayectoria
Sanabria comenzó con Gimnasia y Esgrima, apareciendo en el banco de suplentes en septiembre de 2010 para un encuentro de Primera B Nacional contra Tiro Federal. Su debut profesional llegó en junio siguiente contra CAI, ya que fue sustituido por los últimos tres minutos de una victoria 4-2 en el Estadio 23 de Agosto.
Formó parte del conjunto salteño que ascendió a Primera B Nacional en 2023, convirtiendo un gol en la final contra Douglas Haig de Pergamino.

### Clubes
| Club                   | País      | Año       |
| ---------------------- | --------- | --------- |
| Gimnasia y Esgrima (J) | Argentina | 2010-2020 |
| Brown de Adrogué       | Argentina | 2021-     |

## Palmarés

### Torneos locales
| Torneo           | Club            | País      | Año  |
| ---------------- | --------------- | --------- | ---- |
| Torneo Federal A | Gimnasia y Tiro | Argentina | 2023 |